# 이인재 (법조인)
이인재(李仁宰, 1954년 ~)은 서울중앙지방법원 등에서 법원장을 역임한 법조인이다.

## 생애
1954년 부산광역시에서 태어나 부산고등학교와 서울대학교 법학과를 졸업하고 제19회 사법시험에 합격하여 제9기 사법연수원과 군 법무관을 마치고 서울형사지방법원 판사에 임용되었다. 서울민사지방법원 판사, 전주지방법원 남원지원장을 거쳐 서울지방법원, 서울고등법원 등에서 부장판사로 재직하였다.
전주지방법원 남원지원장과 법원행정처 인사관리심의관, 송무국장, 사법정책연구실장을 거치면서 풍부한 행정경험을 쌓은 이종찬은 법원장으로 승진하여 인천지방법원, 서울동부지방법원, 서울중앙지방법원 등에서 법원장을 역임했다.
서울고등법원에서 재직할 때 부패사건을 전담 재판장을 맡아 화이트 칼러 범죄 등 범죄에 대해 엄졍하게 판결했다.